# Seznam zápasů severoirské fotbalové reprezentace na Mistrovství Evropy
Severoirská fotbalová reprezentace byla celkem 1x na mistrovstvích Evropy ve fotbale a to v letech 2016.
- Aktualizace po ME 2016 – Počet utkání – 4 – Vítězství – 1x – Remízy – 0x – Prohry – 3x

| Číslo | Soupeř   | Výsledek | ME      | Fáze turnaje       | Góly Severního Irska         |
| ----- | -------- | -------- | ------- | ------------------ | ---------------------------- |
| 1.    | Polsko   | 0 – 1    | ME 2016 | základní skupina C | Ne                           |
| 2.    | Ukrajina | 2 – 0    | ME 2016 | základní skupina C | Gareth McAuley, Niall McGinn |
| 3.    | Německo  | 0 – 1    | ME 2016 | základní skupina C | Ne                           |
| 4.    | Wales    | 0 – 1    | ME 2016 | osmifinále         | Ne                           |